# Coordenadas topocéntricas
Las coordenadas topocéntricas son las coordenadas celestes que tienen su centro en el observador que está en la superficie de la Tierra. Normalmente se calculan las coordenadas geocéntricas que tienen su origen en el centro de la Tierra. Entre ambas hay una pequeña diferencia que se llama paralaje diurno. Es un paralaje causado por el cambio de punto de vista del objeto causado porque el observador está en La superficie terrestre y en las coordenadas geocéntricas se encuentra en el centro de la Tierra.
Este efecto, tiene mayor importancia cuanto más cercano esté el astro a la Tierra. Los satélites artificiales y la Luna por su cercanía son los que mayores diferencias pueden causar. La Luna puede alejarse hasta 1º en su posición celeste geocéntrica calculada según la posición del observador sobre Tierra, siendo pues este hecho fundamental para la predicción de ocultaciones por la Luna de estrellas. 
Las diferencias pueden ser tanto en coordenadas horizontales como coordenadas ecuatoriales.

## Corrección en las coordenadas horizontales

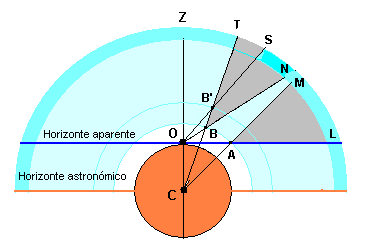
Figura 3. Los paralajes horizontal y diurno o de altura vienen determinados porque el observador se encuentra en el horizonte aparente y no en el horizonte astronómico. Así, a él le parece que B' está más alto que B, cuando realmente están a la misma altura, pues comparten la dirección geocéntrica CT.

La altura h de un astro se ha de medir respecto al horizonte astronómico del observador, pero éste la toma desde su horizonte aparente, en el punto O, y lo que realmente obtiene es la altura aparente del astro. Surge el fenómeno del paralaje (figura 3)
Desde O el astro B se ve en N, mientras que desde C se vería en T, más alto que N. La estrella cambia de posición según la dirección del observador. Esto es la paralaje diurna o de altura.
Paralaje diurna es el ángulo formado por las direcciones topocéntrica y geocéntrica de un astro. En la figura 3, y para B:
- Dirección topocéntrica ON: dirección desde el lugar que se ocupa.
- Dirección geocéntrica CT: dirección desde el centro de la Tierra.

Cuando el astro se encuentra en el horizonte aparente del observador, resulta la paralaje horizontal. Tal es el caso del objeto A cuya paralaje horizontal es el ángulo LAM = CAO.
El paralaje diurno disminuye con la elevación sobre el horizonte, y con la distancia del objeto observado:
- Con la elevación: compárese B con A. El paralaje NBT de B es menor que el paralaje LAM de A. A mayor elevación menor paralaje. En el cenit el paralaje es nulo.

- Con la distancia del objeto observado: compárese B y B'. Ambos tienen la misma elevación (igual dirección geocéntrica), pero están a distintas distancias de la Tierra. El paralaje SB'T de B' (más lejano) es claramente menor que el paralaje NBT de B (el más cercano). A mayor distancia menor paralaje.

Las distancias en el espacio son inmensamente grandes, y por eso las paralajes diurnas son despreciables en la mayoría de los casos. En distancias muy pequeñas como las del Sistema Solar, son de consideración, pero nada más. La Luna tiene un paralaje que supera el grado -61' 50"-, cantidad muy importante que no se puede obviar. Para el Sol es de unos 9" escasos. Pero para Próxima Centauri a sólo 4,2 años luz el paralaje es del orden de la cienmilésima de segundo, y eso siendo la estrella más próxima a nosotros. El paralaje diurno de una estrella es prácticamente nulo.
El paralaje se denota con {\displaystyle \pi } -letra griega pi. Léase pí-
Para un paralaje significativo se tendrá:
hreal = haparente + {\displaystyle \pi }

## Corrección en las coordenadas ecuatoriales
Cuando se corrigen por paralaje las coordenadas ecuatoriales que no dependen del tiempo, la corrección depende del ángulo horario H y por tanto del tiempo. Por tanto el cálculo requiere el instante en que se realiza la observación para calcular H en ese instante y por tanto la corrección.

### Corrección en Ascensión recta
Si un astro (por ejemplo la Luna) tiene un ángulo horario geocéntrico (contado desde el centro de la Tierra) H y una Ascensión recta A entonces teniendo presente el paralaje diurno su ángulo horario H’ y su ascensión recta A’ aparentes cumplirán:
{\displaystyle H'=H+\Delta \,}
{\displaystyle A'=A-\Delta \,} donde
{\displaystyle \tan(\Delta )={\frac {\rho \times \cos(\phi ')\times \sin(H)}{r\times \cos(D)-\rho \times \cos(\phi ')\times \cos(H)}}}
donde D es la Declinación del astro, r la distancia del astro al centro de la Tierra medido en radios ecuatoriales de la Tierra (1 radio ecuatorial =6378,16 km.) {\displaystyle \Phi } es la latitud geográfica y {\displaystyle \Phi '} la latitud geocéntrica.

### Corrección en declinación
La fórmula para encontrar la declinación aparente D’ a partir de la declinación D es:
{\displaystyle \tan(D')=\cos(H')\times {\frac {r\times \sin(D)-\rho \times \sin(\phi ')}{r\times \cos(D)\times \cos(H)-\rho \times \cos(\phi ')}}}
- Datos: Q5786327